# Distichopora barbadensis
Distichopora barbadensis är en nässeldjursart som beskrevs av Pourtalès 1874. Distichopora barbadensis ingår i släktet Distichopora och familjen Stylasteridae. Inga underarter finns listade i Catalogue of Life.